# 1997 en fantasy
| Années de la fantasy : 1994 - 1995 - 1996 - 1997 - 1998 - 1999 - 2000    |
| Décennies de la fantasy : 1960 - 1970 - 1980 - 1990 - 2000 - 2010 - 2020 |

L'année 1997 a été marquée, en matière de fantasy, par les événements suivants.

## Romans - Recueils de nouvelles ou anthologies - Nouvelles
- 26 juin : publication originale d'Harry Potter à l'école des sorciers au Royaume-Uni, début d'une des sagas littéraires les plus vendues de l'Histoire de la littérature occidentale, Harry Potter

## Bandes dessinées, dessins animés, mangas
- Les Petites Sorcières de Jean-Yves Raimbaud

## Revues ou magazines
- 22 juillet 1997 : début de la prépublication de One Piece dans le magazine japonais de mangas Weekly Shōnen Jump.